# Ciara McCormack
Ciara Marie McCormack, née le 29 septembre 1979 à North Vancouver en Colombie-Britannique, est une ancienne footballeuse internationale irlandaise qui jouait au poste de défenseur.

## Biographie

### Carrière internationale (2008-2010)
McCormack honore sa première sélection pour l'Irlande contre les États-Unis en septembre 2008.

## Vie privée
En 2019, dans son écriture « A Horrific Canadian Soccer Story », McCormack accuse Robert Birarda, qui fut l'entraîneur des Whitecaps de Vancouver et le sélectionneur de l'équipe du Canada féminin des moins de 20 ans, d'abuser son pouvoir par maltraiter ses joueuses. McCormack accuse aussi l'administration des Whitecaps et de la Canada Soccer de tenter de masquer ces scandales au lieu de les aborder.